# Johann Jakob von Patkul

Patkul 1779 als Student in Göttingen (Silhouetten-Sammlung Schubert)

Johann Jakob von Patkul (* 9. November 1757; † 3. Mai 1811 in Essemäggi) war estländischer Gouvernements-Adelsmarschall.

## Familie
Johann Jakob von Patkul entstammte der Familie Patkul und war ein Sohn des Wilhelm Rudolf von Patkul und der Gertrude Margarethe Staël von Holstein.
Er war zunächst seit 1781 mit Freiin Charlotte von Wrangel (1765–1830) vermählt. Aus dieser Ehe gingen acht Töchter hervor. Seine zweite Ehe ging er 1798 mit Charlotte Juliane Luise von Helwig (1778–1804) ein. Aus dieser Ehe ging der Sohn Rudolph von Patkul (1800–1856) hervor.

## Leben
Patkul war Erbherr auf Habbinem, Tois, Essemäggi, Porrik und Raggafer. Er studierte ab 1774 Rechtswissenschaften an der Georg-August-Universität Göttingen Patkul war in Göttingen Mitglied der Landsmannschaft der Kurländer und seit 1776 auch im Studentenorden ZN.
Sein Stammbuch aus dieser Zeit ist erhalten und befindet sich heute in der Württembergischen Landesbibliothek.
In den Jahren 1776–1777 diente er im Rang eines Leutnants in der württembergischen Armee. Von 1792 bis 1795 stand Patkul als estländischer Gouvernements-Adelsmarschall der estländischen Ritterschaft vor. Sein Amtsvorgänger war Hermann Ludwig von Löwenstern; sein Nachfolger im Amt des Ritterschaftshauptmanns war Alexander Philipp von Saltza.